# Przyłęk (Silésie)
Pour les articles homonymes, voir Przyłęk.
Przyłęk est une localité polonaise de la gmina de Szczekociny, située dans le powiat de Zawiercie en voïvodie de Silésie.